# Laura Serrano García
Laura Gómez Ramírez  (Ciudad de México, 20 de octubre de 1967) es una boxeadora mexicana, considerada como la pionera del boxeo femenil en México, y abogada por parte de la Universidad Nacional Autónoma de México.

## Biografía
Criada en una familia con cuatro hermanos, a su temprana edad, Laura Serrano era aficionada a la literatura y los deportes, como la natación y el fútbol. Durante sus estudios de licenciatura, en la facultad de Derecho de la UNAM, tuvo su primer encuentro con el box. Su inspiración: una mujer entrenando en las instalaciones deportivas de la Universidad, mismo lugar en donde comenzó su carrera boxística.  
Gracias a su formación como abogada, Serrano luchó para erradicar la ley que desde 1947 prohibía a las mujeres practicar boxeo en la Ciudad de México.

## Trayectoria deportiva
Aunque su interés al incursionar en este deporte era mantenerse en forma, el 7 de mayo de 1994 debutó en el hotel MGM de Las Vegas, contra la estadounidense Christy Martin, conocida por su feroz desempeño en el ring, y que en esta ocasión defendía su título. La pelea concluyó en un empate entre las pugilistas, aunque según la crónica, fue la mexicana quien dominó la pelea.
El 20 de abril de 1995, Serrano regresó a Las Vegas, para enfrentarse a la campeona mundial Deirdre Gogarty, a quien destituyó después de siete asaltos, que culminaron en knockout a favor de la mexicana. Con esta victoria se valió del título  en peso pluma de la Federación Internacional de Boxeo Femenil; asimismo "se proclamó como la primera latinoamericana en coronarse campeona del mundo".
A partir de entonces, se mantuvo invicta, hasta el 18 de abril del 2003, cuando perdió ante la yemení Isra Girgrah. Esta pelea había sido originalmente planeada para llevarse a cabo en la Plaza de Toros México, como preámbulo a la pelea estelar entre Julio César Chávez y Miguel Ángel González, en 1998; sin embargo, para los años noventa en México, todavía estaba en vigor una ley que prohibía el boxeo femenil, situación que impidió la realización de dicho evento. 
En el 2007, Laura Serrano, aún con el pesar que albergaba su corazón por no haber tenido la oportunidad de pelear en su tierra natal, se retira del mundo boxístico, sin miras a regresar. En 2011, recibió una oferta de Oswaldo Kuchle para volver al ring en 6 ocasiones durante 18 meses. Tras meditarlo, dejó Las Vegas para volver a México y anunció su retorno como peleadora. A pesar de ser la leyenda del pugilismo femenil, su regreso fue opacado por el trato que recibió de sus promotores.

## El derecho de boxear
Aunada a la poca audiencia del boxeo femenil, la carrera de Serrano se desarrolló en un terreno hostil. En México, únicamente tres estados permitían la participación de mujeres en peleas de box; la Ciudad de México no era uno de ellos. Este decreto presidencial, establecido en el año de 1947, no solo le impidió a la boxeadora combatir en su tierra natal; también acarreó prejuicios para la deportista durante sus entrenamientos y su preparación, así como limitantes durante sus primeras peleas, tales como viajar sin entrenador a sus primeros combates en el extranjero, pues éste podía ser sancionado, o bien, la brecha salarial aún existente por la cuestión de género.
En 1999, el licenciado Salvador Ochoa interpuso un amparo que le permitía a Laura pelear en la Ciudad de México, lo que dio hincapié a cambiar el reglamento, que "era violatorio de la Constitución, y se decretó el box como una actividad más para la mujer en la ciudad de México".
Ejemplo de su poesía
Durante una entrevista con Laura Serrano, en marzo de 2011, publicada en el periódico El Universal, de México, Laura Serrano, nos compartió el poema que escribió el día de su debut profesional en 1994 en Las Vegas, Nevada, contra Christy Martín.
“Pugilista mexicana”
Mi corazón se alimenta con las palabras de aliento, se estremece con las voces que se pierden en el viento.
Mi alma se va expandiendo, al compás de un sentimiento, al toque de una campana que dará inicio al encuentro.
Unos guantes, unos puños, un escenario dorado, un sarape con la Virgen y un escudo más que amado.
De mi patria yo herede la ilusión y la esperanza, el coraje, las agallas, el temple de mexicana.
Los colores de mi cuna van tiñendo mis entrañas, el verde enerva mi fe, el blanco me da confianza y el rojo inyecta en mis venas el fuego que ya me abrasa.
A Laura, la llamada “La Poeta del Ring”, la conocí cuando yo era reportero del desaparecido diario El Nacional”, en 1989, y desde ese tiempo a la fecha, sostenemos una entrañable amistad. (Rodolfo Rosales)

## Récord de boxeo profesional
| Resumen de resultados profesionales | Resumen de resultados profesionales | [hide]     |
| 25 peleas                           | 17 victorias                        | 5 derrotas |
| Por KO                              | 6                                   | 0          |
| Por decisión                        | 11                                  | 5          |
| Empates                             | 3                                   | 3          |

| No. | Resultado | Record | Contrincante        | Tipo | Duración del round | Fecha      | Lugar                                                 | Notas                                                                     |
| --- | --------- | ------ | ------------------- | ---- | ------------------ | ---------- | ----------------------------------------------------- | ------------------------------------------------------------------------- |
| 25  | Loss      |        | Irma García         |      |                    | 2012       | Celaya, Gto. México                                   |                                                                           |
| 24  |           |        |                     |      |                    |            |                                                       |                                                                           |
| 23  | Loss      |        | Ina Menzer          | UD   |                    | 2007-11-17 | Bordelandhalle, Magdeburg, Sachsen-Anhalt, Germany    | Women's International Boxing Federation World featherweight title         |
| 22  | Win       |        | Shanty Ortiz        | UD   |                    | 2007-09-21 | Sindicato de Taxistas, Cancún, Quintana Roo, México   |                                                                           |
| 21  | Loss      |        | Jeannine Garside    | UD   |                    | 2006-11-04 | Shaw Conference Centre, Edmonton, Alberta, Canadá     | vacant Women's International Boxing Association World featherweight title |
| 20  | Win       |        | Tracy Byrd          | RTD  |                    | 2006-04-01 | Sky Ute Casino, Ignacio, Colorado, USA                |                                                                           |
| 19  | Loss      |        | Jo Wyman            | UD   |                    | 2003-07-15 | Playboy Mansion, Beverly Hills, California, USA       |                                                                           |
| 18  | Loss      |        | Isra Girgrah        | SD   |                    | 2003-04-18 | Palace Indian Gaming Center, Lemoore, California, USA |                                                                           |
| 17  | Win       |        | Jo Wyman            | TKO  |                    | 2003-02-07 | HP Pavilion, San Jose, California, USA                |                                                                           |
| 16  | Win       |        | Jo Wyman            | MD   |                    | 2002-03-22 | Celebrity Theater, Phoenix, Arizona, USA              |                                                                           |
| 15  | Win       |        | Kelsey Jeffries     |      |                    | 2001-11-11 | Belterra Casino Resort, Elizabeth, Indiana, USA       |                                                                           |
| 14  | Win       |        | Snodene Blakeney    | UD   |                    | 2001-09-23 | Sunset Station, San Antonio, Texas, USA               |                                                                           |
| 13  | Win       |        | Chevelle Hallback   | MD   |                    | 2001-07-08 | Texas Station Casino, Las Vegas, Nevada, USA          |                                                                           |
| 12  | Draw      |        | Melissa Del Valle   | PTS  |                    | 2000-08-12 | Miccosukee Indian Gaming Resort, Miami, Florida, USA  | Women's International Boxing Association World super featherweight title  |
| 11  | Win       |        | Kelsey Jeffries     | TKO  |                    | 2000-06-16 | Mandalay Bay Resort & Casino, Las Vegas, Nevada, USA  |                                                                           |
| 10  | Win       |        | Gina Greenwald      | TKO  |                    | 2000-05-24 | Treasure Chest Casino, Kenner, Louisiana, USA         |                                                                           |
| 9   | Win       |        | Alicia Ashley       | UD   |                    | 2000-02-11 | Gold Strike Casino, Tunica, Mississippi, USA          |                                                                           |
| 8   | Win       |        | Cynthia Prouder     | UD   |                    | 1999-09-27 | Great Western Forum, Inglewood, California, USA       |                                                                           |
| 7   | Win       |        | Tracy Byrd          | UD   |                    | 1999-09-02 | Gold Strike Casino, Tunica, Mississippi, USA          |                                                                           |
| 6   | Win       |        | Layla McCarter      | SD   |                    | 1999-07-26 | Great Western Forum, Inglewood, California, USA       |                                                                           |
| 5   | Win       |        | Gloria Ramirez      | PTS  |                    | 1998-05-01 | Ciudad Juárez, Chihuahua, México                      |                                                                           |
| 4   | Win       |        | Cheryl Nance        | TKO  |                    | 1997-03-29 | Hilton Hotel, Las Vegas, Nevada, USA                  |                                                                           |
| 3   | Win       |        | Maria Nieves Garcia | PTS  |                    | 1996-04-22 | Tijuana, Baja California, México                      |                                                                           |
| 2   | Win       |        | Deirdre Gogarty     | TKO  |                    | 1995-04-20 | Aladdin Hotel & Casino, Las Vegas, Nevada, USA        | Women's International Boxing Federation World lightweight title           |
| 1   | Draw      |        | Christy Martin      | PTS  |                    | 1994-05-07 | MGM Grand, Las Vegas, Nevada, USA                     |                                                                           |